# Leon Chwistek

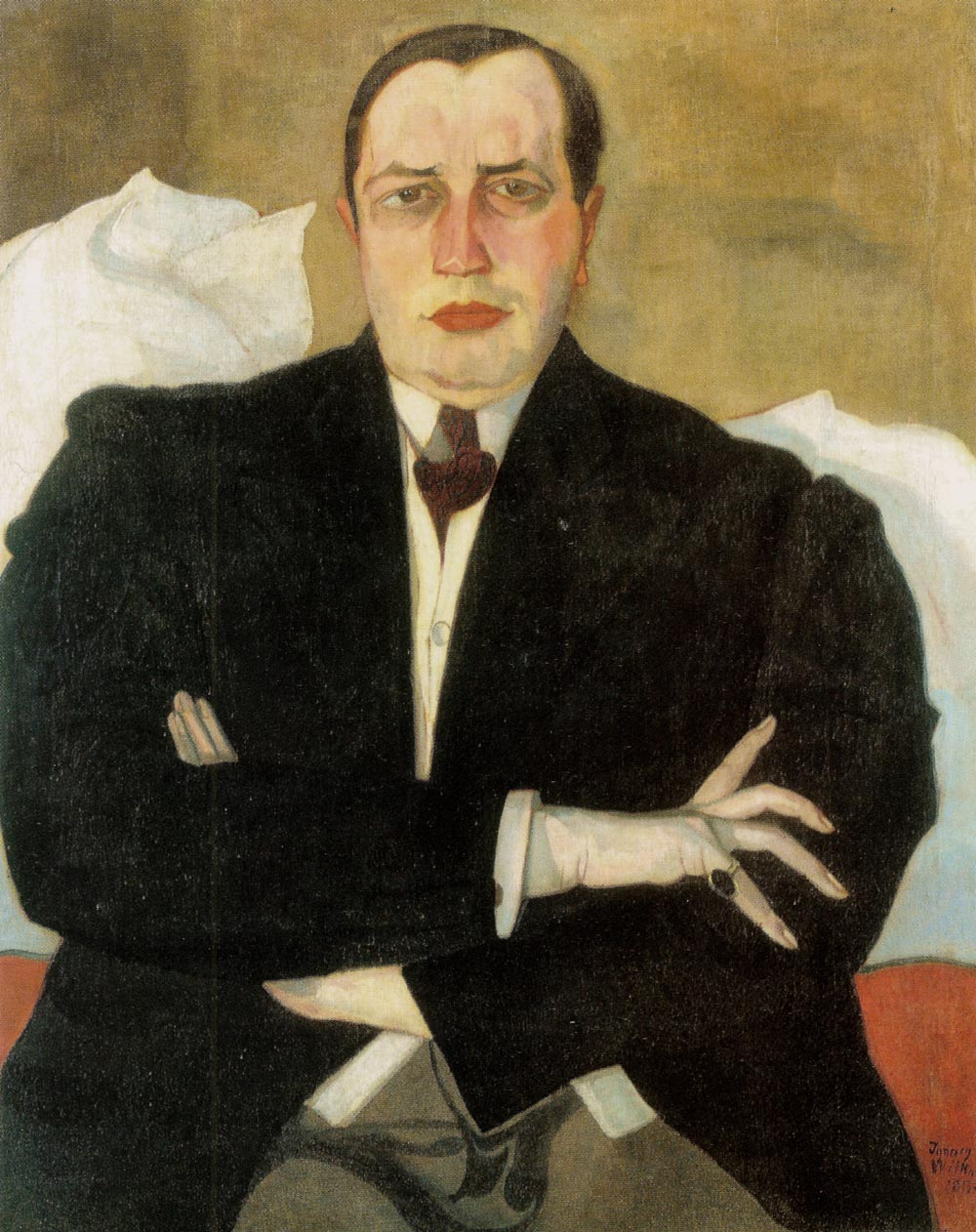
Witkacy: Porträt Leon Chwistek, 1913

Leon Chwistek (* 13. Juni 1884 in Krakau; † 20. August 1944 im Dorf Barwicha (russ. Барвиха) bei Moskau) war ein polnischer Mathematiker, Maler, Kunsttheoretiker, Philosoph und Dichter.

## Biografie
Chwistek, eines der größten Multitalente des 20. Jahrhunderts, arbeitete zwanzig Jahre lang von 1906 bis 1926 hauptberuflich als Gymnasiallehrer in Krakau, unterbrochen nur von seinem Dienst in den Polnischen Legionen während des Ersten Weltkriegs. Er hatte an der Akademie der Schönen Künste in Krakau studiert, gleichzeitig aber Vorlesungen über Mathematik und Philosophie an der Jagiellonen-Universität gehört und wurde dort promoviert. Er hörte auch Vorlesungen in Göttingen bei David Hilbert und in Paris bei Henri Poincaré. Ab 1922 war er Dozent für Mathematik an der Jagiellonen-Universität und von 1930 bis 1941 Lehrstuhlinhaber für mathematische Logik an der Jan-Kazimierz-Universität Lemberg, wobei er sich bei der Bewerbung gegen Alfred Tarski durchsetzte. Eine Rolle spielte dabei auch die Fürsprache von Bertrand Russell, mit dessen Typentheorie sich Chwistek intensiv auseinandergesetzt hatte, Stefan Banach und Hugo Steinhaus (dessen Schwager Chwistek war). Kurz vor dem deutschen Einmarsch in der Stadt im Juni 1941 floh er mit den sowjetischen Truppen nach Osten und ließ sich für die nächsten zwei Jahre in Tiflis nieder, wo er mathematische Analysis unterrichtete. 1943 ging er nach Moskau, wo er mit dem kommunistischen Bund Polnischer Patrioten Wanda Wasilewskas zusammenarbeitete. 1944 starb er in der Nähe von Moskau.

## Werk
Den größten Einfluss übte Chwistek zweifellos mit seiner philosophischen Theorie der Vielfalt der Realitäten aus. Seiner Meinung nach gibt es vier Grundtypen von Realität:
1. die Realität im allgemeinen Verständnis
2. die physikalische Realität
3. die phänomenologische Realität
4. die visionäre (intuitive) Realität.

Diesen vier Typen ordnete er in der Malerei vier Stilrichtungen zu:
1. den Primitivismus
2. den Realismus
3. den Impressionismus
4. den Futurismus.

Chwistek verteidigte dabei den „gesunden Menschenverstand“ gegen jede Form der Metaphysik. Mit seinem Modell, das sein bester Freund Stanislaw Ignacy Witkiewicz entschieden ablehnte, gehört er in gewisser Weise zu den Vorvätern der Postmoderne.
In der Malerei gilt Chwistek als Begründer des Formismus, einer polnischen Avantgardebewegung, die mit dem Futurismus und Kubismus verwandt war.

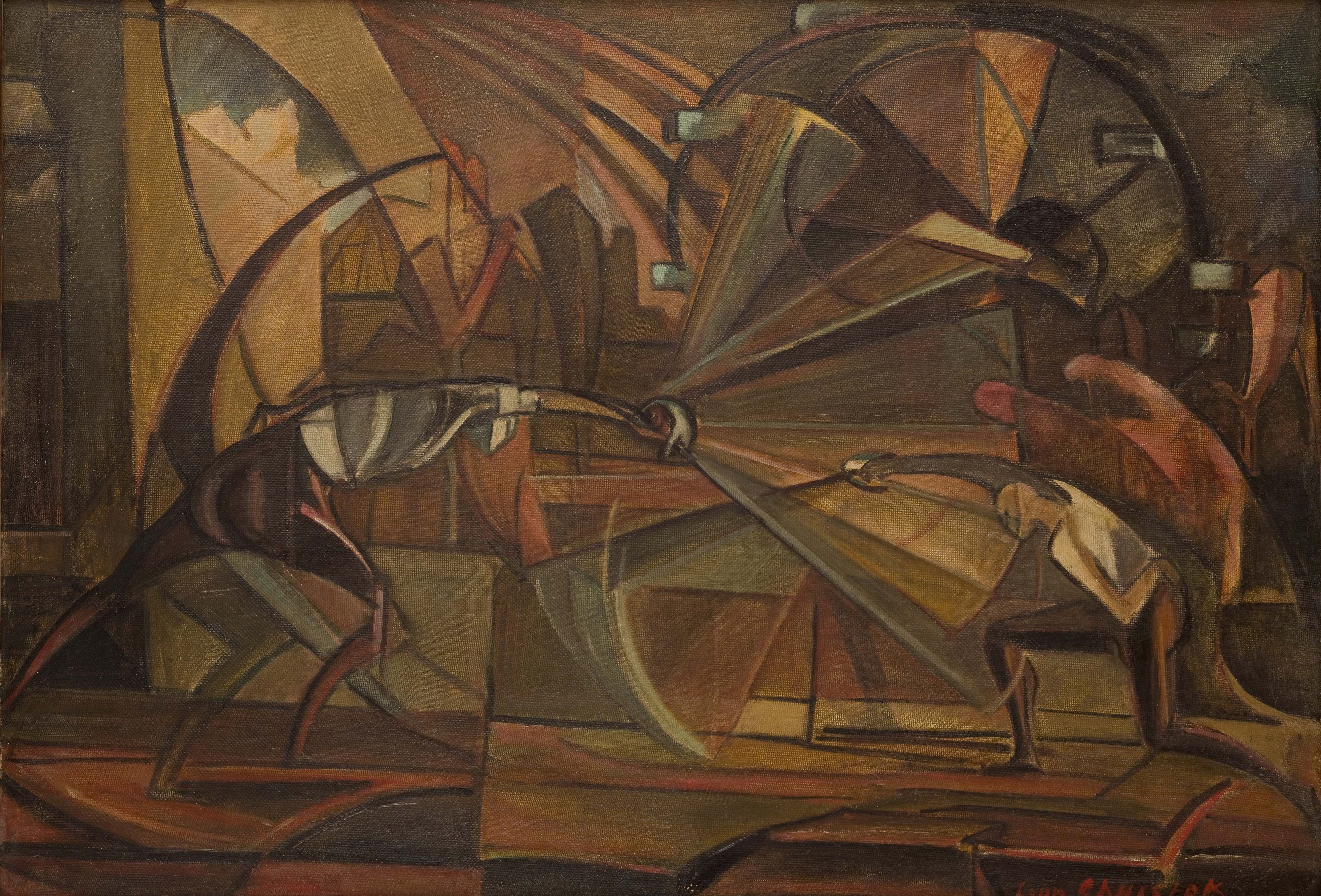
Fechten 1919
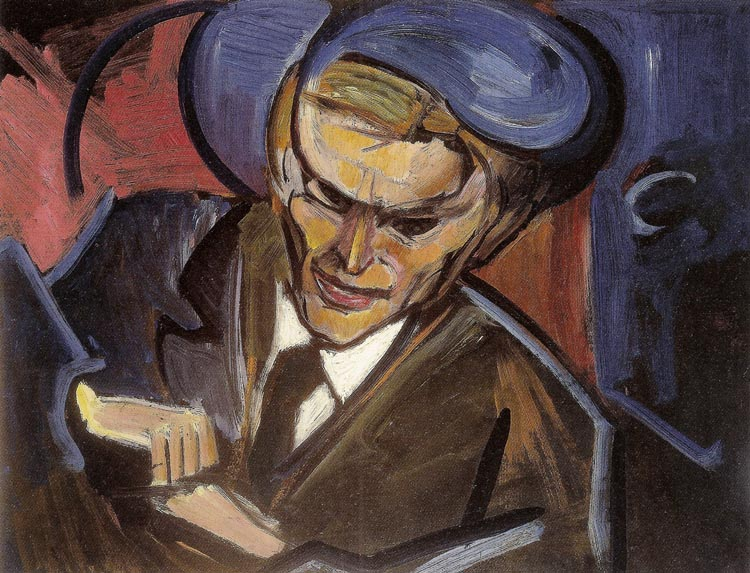
Porträt Tytus Czyżewski 1920
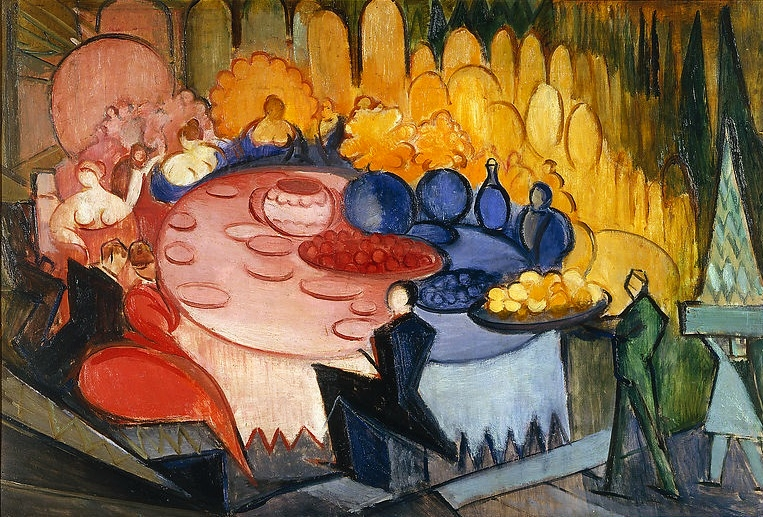
Gelage 1925
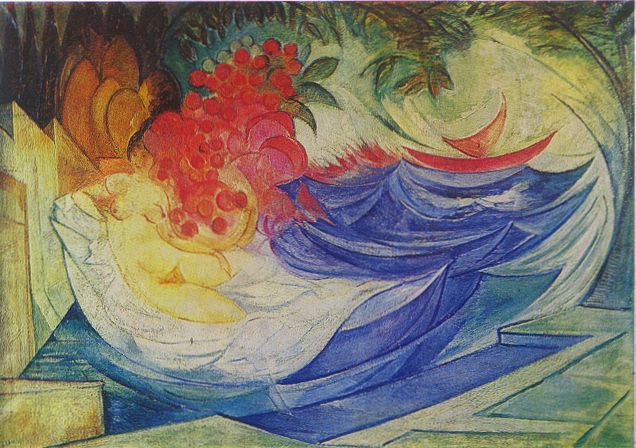
Venus 1928
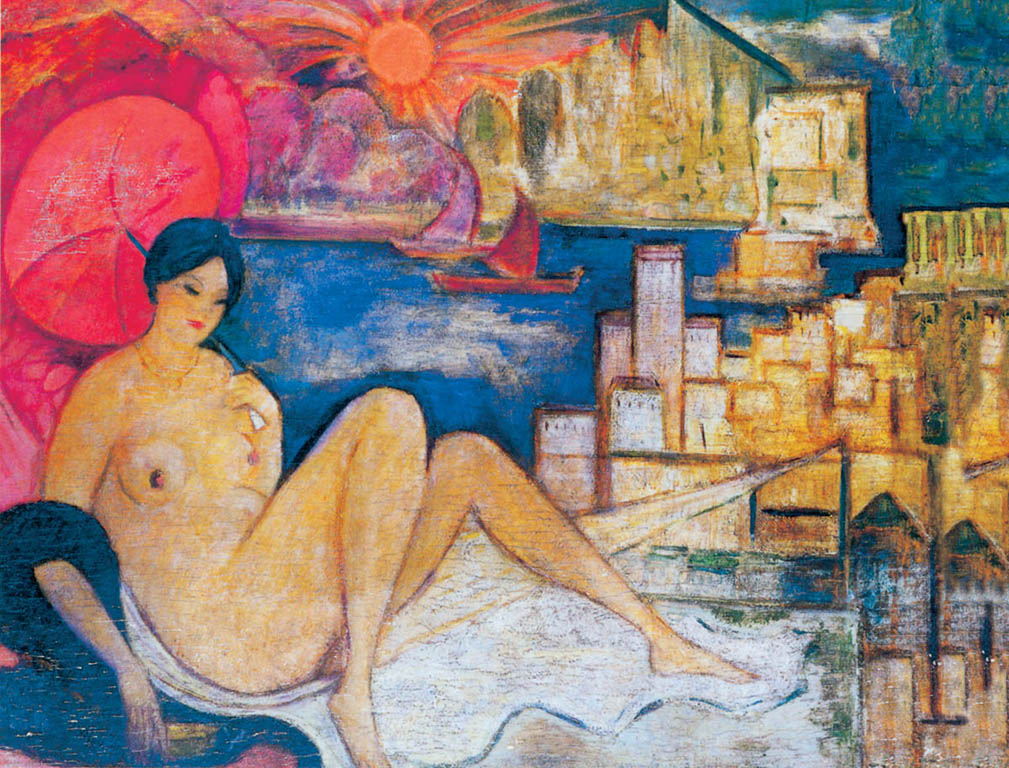
Frauenakt 1939

## Publikationen
- Wielość rzeczywistości w sztuce (Vielheit der Realität in der Kunst), 1918.
- The Theory of Constructive Types. 1923
- Zagadnienia kultury duchowej w Polsce (Probleme der geistigen Kultur in Polen), 1933.
- The limits of science: outline of logic and of the methodology of the exact sciences. New York 1948 (polnisch: Granice nauki. 1935).